# Литвиненко Семен Самійлович
Семен Самійлович Литвиненко (1899—1943) — Герой Радянського Союзу (1943, посмертно).

## Життєпис
Народився в 1899 році в місті Катеринодар (нині Краснодар в РФ) у родині робітників. Освіта початкова. Українець.
З лютого 1943 року в РСЧА. Від тоді у діючій армії на фронтах німецько-радянської війни. Відзначився під час битви за Дніпро.
Старшина роти 35-го стрілецького полку (30-та стрілецька дивізія, 47-ї армії, Воронезького фронту) старшина Литвиненко 25 вересня 1943 року першим з групою бійців форсував Дніпро в районі села Бучак (Канівський район Черкаської обл.). У важкий момент, коли в бою за плацдарм його рота була оточена, першим піднявся і повів за собою інших вояків у рукопашний бій. В результаті вороже оточення ліквідоване, а його рота впевнено закріпилась на захоплених рубежах. За час бою старшина Литвиненко багнетом заколов кількох гітлерівців і сам загинув.
25 жовтня 1943 року Семену Самійловичу Литвиненку посмертно присвоєно звання Героя Радянського Союзу.